# إليزابيث من بوميرانيا
إليزابيث من بوميرانيا (1347 - 15 أبريل 1393)؛ هي الزوجة الرابعة والأخيرة لكارل الرابع إمبراطور الروماني المقدس وملك بوهيميا، ووالديها هما بوغزلاف الخامس، دوق بوميرانيا وإليزابيث ابنة كازيمير الثالث ملك بولندا.

## الزواج
تم عقد الزواج بين إليزابيث وكارل في 21 مايو 1363 بـ كراكوف بعد عام من وفاة زوجة كارل الثالثة آنا من شيفدنيكا، كانت العروس في 16 من العمر، في الحين العريس كان في 47 من العمر، كان الزواج لأسباب دبلوماسية؛ بحيث ساعد الزواج على كسر التحالف ضد بوهيميا بقيادة رودولف الرابع دوق النمسا بالمشاركة مع ملوك بولندا والمجر، وفي 18 يونيو 1363 في العاصمة البوهيمية براغ توجت إليزابيث كملكة، وبعد خمسة سنوات وبالتحديد في 1 نوفمبر 1368 توجت أيضا كـ إمبراطورة من قبل البابا أوربان الخامس.
انجبت إليزابيث لـ كارل ثمانية أبناء:-
- آن (1366-1394)؛ تزوجت من ريتشارد الثاني ملك إنجلترا.
- سيغيسموند (1368-1437)؛ إمبراطور روماني مقدس وملك بوهيميا والمجر.
- يان (1369 - 23 يوليو 1385).
- يان من غورليتز (1370-1396).
- كارل (13 مارس 1372 - 24 يوليو 1373).
- مارغريت (1373-1410)؛ تزوجت من يوهان الثالث بورغريف نورنبيرغ.
- ماري (1375 - 24 يوليو 1385).
- ييندريش (1377-1378).

بعد وفاة زوجها في 29 نوفمبر 1378 في براغ، اعتلى العرش ربيبها فاكلاف الرابع ابن زوجة كارل السابقة، اهتمت إليزابيث بابنائها بالأخص سيغيسموند ابنها البكر التي دعمت جهوده في أن يصبح ملك المجر.
إليزابيث عاشت قرابة 15 عاماً من وفاة زوجها، وتوفيت في 14 فبراير 1393 في هرادتس كرالوفه، ودفنت بجوار زوجها في كاتدرائية القديس فيتوس.